# Setabelan
Setabelan is een bestuurslaag in het regentschap Surakarta van de provincie Midden-Java, Indonesië. Setabelan telt 3563 inwoners (volkstelling 2010).